# 坂篤郎
坂 篤郎（さか あつお、1947年〈昭和22年〉4月14日 - 2024年〈令和6年〉4月29日）は、日本の大蔵官僚、実業家。森ビル株式会社特別顧問。
関東信越国税局長、大蔵省主計局次長（筆頭）、経済企画庁官房長、内閣府政策統括官（経済財政・経済社会システム担当）、内閣府審議官、農林漁業金融公庫副総裁、内閣官房副長官補、社団法人日本損害保険協会副会長、日本郵政株式会社社長などを歴任した。

## 略歴
- 1947年（昭和22年） 東京都生まれ[2]。
- 1966年（昭和41年） 麻布中学校・高等学校卒業[3]。
- 1969年（昭和44年） 国家公務員上級試験合格[4]。
- 1970年（昭和45年）
  - 3月 東京大学法学部第1類（私法コース）[1][5]。
  - 4月 大蔵省入省（国際金融局投資第一課）。
- 1971年（昭和46年）10月 仙台国税局調査査察部
- 1972年（昭和47年）8月 大臣官房調査企画課
- 1973年（昭和48年）7月 証券局総務課
- 1975年（昭和50年）7月 門司税務署長
- 1976年（昭和51年）7月 甲府税務署長
- 1977年（昭和52年）7月 国際金融局総務課長補佐（企画調整・渉外）[6]
- 1979年（昭和54年）5月 外務省ニューヨーク総領事館領事
- 1982年（昭和57年） 大臣官房調査企画課長補佐（内国調査）[7]
- 1984年（昭和59年） 銀行局銀行課長補佐
- 1986年（昭和61年） 東京国税局査察部長[1]
- 1988年（昭和63年） 大臣官房企画官兼主税局税制第二課[1]
- 1989年（平成元年）6月
  - 主税局国際租税課長[1]
  - 大蔵大臣秘書官事務取扱[1]
- 1991年（平成3年） 主計局調査課長[1]
- 1992年（平成4年） 主計官（総理府、司法・警察担当）[1]
- 1993年（平成5年） 銀行局中小金融課長[1]
- 1994年（平成6年） 大臣官房調査企画課長[1]
- 1995年（平成7年） 関東信越国税局長[1]
- 1996年（平成8年） 内閣総理大臣秘書官事務取扱[1]
- 1998年（平成10年） 主計局次長（筆頭）[1]
- 1999年（平成11年） 経済企画庁長官官房長[1]
- 2001年（平成13年） 内閣府政策統括官（経済財政−経済社会システム担当）[1]
- 2003年（平成15年） 内閣府審議官[1]
- 2005年（平成17年）
  - 8月15日 退官[8]。
  - 8月 農林漁業金融公庫副総裁[1]
  - 11月 内閣官房内閣審議官（内閣官房副長官補付）[1]
- 2006年（平成18年） 内閣官房副長官補[1]
- 2008年（平成20年）
  - 9月24日 内閣官房副長官補退官[9]。
  - 10月16日 日本損害保険協会副会長[9]
- 2009年（平成21年） 日本郵政株式会社取締役兼代表執行役副社長[10]
- 2012年（平成24年）12月 日本郵政株式会社取締役兼代表執行役社長[10]
- 2013年（平成25年）6月 日本郵政株式会社顧問
- 2014年（平成26年）3月5日 日本郵政株式会社顧問退任を発表[11]。
- 2017年（平成29年）4月 - 瑞宝重光章を受章
- 2024年（令和6年）4月29日 - 肺炎のため東京都内の施設で死去した。77歳没[12]。死没日付をもって正四位に叙された[13]。

## 日本郵政時代
民主党が既に総選挙で敗北し、政権を失うことが確定していた2012年12月20日、駆け込む形で日本郵政代表取締役社長に就任。この人事には政権復帰を目前に控えた自由民主党が事前に説明がなかったとして強く批判し、菅義偉幹事長代行は財務省出身者によるたらい回し人事と批判。後任人事が難航した後、2013年6月に更迭された。しかし、坂は日本郵便の顧問にとどまった。
2014年2月下旬にみんなの党代表の渡辺喜美が当時官房長官となっていた菅に対して、坂が日本郵便の顧問になっていることを告げ、菅は3月の国会審議でこの人事を確認した時のことを「唖然とした」と批判。その翌日、坂は顧問を退任した。

## 著書
- 『巨大地震 首都直下地震の被害・防災シミュレーション』（角川書店、2005年）

## 同期
旧大蔵省同期入省者には、細川興一（元財務事務次官）、筑紫勝麿（元財務省造幣局長）、妹尾喜三郎（元ビックカメラ取締役副会長）、原口恒和（イオン銀行会長）、松谷明彦（政策研究大学院大学名誉教授）、岩下正（元国際協力銀行理事）など。